# Wau (quận)
Wau là một quận của bang Tây Bahr el Ghazal, Nam Sudan.

## Địa lý
Quận Wau nằm trong vùng trung tâm của bang và có diện tích 19.251,27 km². Nó giáp với quận Raga, quận Sông Jur (thuộc Tây Bahr el Ghazal), quận Aweil Trung (thuộc Bắc Bahr el Ghazal), quận Nagero và quận Tambura (thuộc Tây Equatoria).

## Nhân khẩu
Dân số của quận Wau là 151.320 người vào năm 2008. Đến năm 2017, con số này là 215.031 người, tăng 3,9%. Đây là quận đông dân nhất trên địa bàn bang Tây Bahr el Ghazal.
Các dân tộc sinh sống ở quận này là Balanda, Azande, Bongo, Gollo, Ndogo và Bai.